# Однорідна рідина
Рідина́ однорі́дна (рос. жидкость однородная; англ. homogeneous fluid; нім. homogene Flüssigkeit f) – рідина, що має в даний момент часу у всіх точках простору, зайнятого нею, однакові фізико-механічні властивості (густину, в'язкість тощо).